# Comunele Italiei (H-I)
Această pagină conține lista comunelor din Italia a căror nume începe cu literele H și I. 
Pentru fiecare comună este indicată provincia și regiunea de care aparține.

## H
| Comună    | Provincia | Regiune       |
| --------- | --------- | ------------- |
| Hône 3332 | Aosta     | Valle d'Aosta |

## I
| Comună                        | Provincia            | Regiune             |
| ----------------------------- | -------------------- | ------------------- |
| Idro 3333                     | Brescia              | Lombardia           |
| Iglesias 3334                 | Carbonia-Iglesias    | Sardinia            |
| Igliano 3335                  | Cuneo                | Piemont             |
| Ilbono 3336                   | Nuoro                | Sardinia            |
| Illasi 3337                   | Verona               | Veneto              |
| Illorai 3338                  | Sassari              | Sardinia            |
| Imbersago 3339                | Lecco                | Lombardia           |
| Imer 3340                     | Trento               | Trentino-Alto Adige |
| Imola                         | Bologna              | Emilia-Romagna      |
| Imperia                       | Imperia              | Liguria             |
| Impruneta                     | Florența             | Toscana             |
| Inarzo                        | Varese               | Lombardia           |
| Incisa in Val d'Arno          | Florența             | Toscana             |
| Incisa Scapaccino             | Asti                 | Piemont             |
| Incudine                      | Brescia              | Lombardia           |
| Induno Olona                  | Varese               | Lombardia           |
| Ingria                        | Torino               | Piemont             |
| Intragna 3350                 | Verbano-Cusio-Ossola | Piemont             |
| Introbio                      | Lecco                | Lombardia           |
| Introd                        | Aosta                | Valle d'Aosta       |
| Introdacqua                   | L'Aquila             | Abruzzo             |
| Introzzo                      | Lecco                | Lombardia           |
| Inverigo                      | Como                 | Lombardia           |
| Inverno e Monteleone          | Pavia                | Lombardia           |
| Inverso Pinasca               | Torino               | Piemont             |
| Inveruno                      | Milano               | Lombardia           |
| Invorio                       | Novara               | Piemont             |
| Inzago 3360                   | Milano               | Lombardia           |
| Irgoli                        | Nuoro                | Sardinia            |
| Irma                          | Brescia              | Lombardia           |
| Irsina                        | Matera               | Basilicata          |
| Isasca                        | Cuneo                | Piemont             |
| Isca sullo Ionio              | Catanzaro            | Calabria            |
| Ischia                        | Napoli               | Campania            |
| Ischia di Castro              | Viterbo              | Lazio               |
| Ischitella                    | Foggia               | Puglia              |
| Iseo                          | Brescia              | Lombardia           |
| Isera 3370                    | Trento               | Trentino-Alto Adige |
| Isernia                       | Isernia              | Molise              |
| Isili                         | Cagliari             | Sardinia            |
| Isnello                       | Palermo              | Sicilia             |
| Isola d'Asti                  | Asti                 | Piemont             |
| Isola del Cantone             | Genova               | Liguria             |
| Isola del Giglio              | Grosseto             | Toscana             |
| Isola del Gran Sasso d'Italia | Teramo               | Abruzzo             |
| Isola del Liri                | Frosinone            | Lazio               |
| Isola del Piano               | Pesaro e Urbino      | Marche              |
| Isola della Scala 3380        | Verona               | Veneto              |
| Isola delle Femmine           | Palermo              | Sicilia             |
| Isola di Capo Rizzuto         | Crotone              | Calabria            |
| Isola di Fondra               | Bergamo              | Lombardia           |
| Isola Dovarese                | Cremona              | Lombardia           |
| Isola Rizza                   | Verona               | Veneto              |
| Isola Sant'Antonio            | Alessandria          | Piemont             |
| Isola Vicentina               | Vicenza              | Veneto              |
| Isolabella                    | Torino               | Piemont             |
| Isolabona                     | Imperia              | Liguria             |
| Isole Tremiti 3390            | Foggia               | Puglia              |
| Isorella                      | Brescia              | Lombardia           |
| Ispani                        | Salerno              | Campania            |
| Ispica                        | Ragusa               | Sicilia             |
| Ispra                         | Varese               | Lombardia           |
| Issiglio                      | Torino               | Piemont             |
| Issime                        | Aosta                | Valle d'Aosta       |
| Isso                          | Bergamo              | Lombardia           |
| Issogne                       | Aosta                | Valle d'Aosta       |
| Istrana                       | Treviso              | Veneto              |
| Itala 3400                    | Messina              | Sicilia             |
| Itri                          | Latina               | Lazio               |
| Ittireddu                     | Sassari              | Sardinia            |
| Ittiri                        | Sassari              | Sardinia            |
| Ivano-Fracena                 | Trento               | Trentino-Alto Adige |
| Ivrea                         | Torino               | Piemont             |
| Izano 3406                    | Cremona              | Lombardia           |